# ヴィーナス〜バナナラマ3
『ヴィーナス〜バナナラマ3』（原題：True Confessions、トゥルー・コンフェッションズ）は、1986年にリリースされたバナナラマの3枚目のスタジオ・アルバム。

## 解説
前作『愛しのロバート・デ・ニーロ』に引き続きジョリー＆スウェインをプロデューサーとして迎えているが、「ヴィーナス」と「モア・ザン・フィジカル」のプロデュースをストック・エイトキン・ウォーターマンが担当した。また、「トリック・オブ・ザ・ナイト」のシングル・ミックスのアレンジも同じくストック・エイトキン・ウォーターマンが手掛けている。

## 収録曲
| #   | タイトル                                                      | 作詞 | 作曲・編曲 | 時間 |
| --- | ------------------------------------------------------------- | ---- | ---------- | ---- |
| 1.  | 「トゥルー・コンフェッションズ」(True Confessions)            |      |            | 5:19 |
| 2.  | 「レディ・オア・ノット」(Ready or Not)                        |      |            | 3:53 |
| 3.  | 「トリック・オブ・ザ・ナイト」(A Trick of the Night)          |      |            | 4:38 |
| 4.  | 「ダンス・ウィズ・ア・ストレンジャー」(Dance with a Stranger) |      |            | 4:30 |
| 5.  | 「イン・ア・パーフェクト・ワールド」(In a Perfect World)      |      |            | 6:02 |
| 6.  | 「ヴィーナス」(Venus)                                         |      |            | 3:48 |
| 7.  | 「ビーチ・ホテルでアイ・ラブ・ユー」(Do Not Disturb)          |      |            | 3:23 |
| 8.  | 「カット・アバヴ・ザ・レスト」(Cut Above the Rest)            |      |            | 3:40 |
| 9.  | 「プロミスト・ランド」(Promised Land)                         |      |            | 3:43 |
| 10. | 「モア・ザン・フィジカル」(More Than Physical)                |      |            | 5:03 |
| 11. | 「フックト・オン・ラヴ」(Hooked on Love)                      |      |            | 3:48 |

## チャート
| チャート (1986年)                      | 最高位 |
| -------------------------------------- | ------ |
| オーストラリア (Kent Music Report)     | 19     |
| カナダ (RPM)                           | 10     |
| オランダ (MegaCharts)                  | 43     |
| ヨーロッパ (Music & Media)             | 31     |
| フィンランド (Suomen virallinen lista) | 20     |
| ドイツ (Offizielle Top 100)            | 25     |
| 日本 (オリコン)                        | 37     |
| ニュージーランド (RMNZ)                | 33     |
| スイス (Schweizer Hitparade)           | 6      |
| UK アルバムズ (OCC)                    | 46     |
| US Billboard 200                       | 15     |

| チャート (1986年)             | 最高位 |
| ----------------------------- | ------ |
| カナダ トップ・アルバム (RPM) | 59     |

## アルバム未収録のB面
- ゴースト - "Ghost"
「ビーチ・ホテルでアイ・ラヴ・ユー」に収録。のちにアルバムの2007年・2018年の1枚組再発盤と2013年の3枚組デラックス・エディションにボーナストラックとして追加収録。
- ホワイト・トレイン - "White Train"
「ヴィーナス」に収録、のちにアルバムの2007年・2018年の1枚組再発盤と2013年の3枚組デラックス・エディションにボーナストラックとして追加収録。
- スカーレット - "Scarlett"
「モア・ザン・フィジカル」に収録、のちにアルバムの2007年・2018年の1枚組再発盤と2013年の3枚組デラックス・エディションにボーナストラックとして追加収録。
- セット・オン・ユー - "Set on You"
「トリック・オブ・ザ・ナイト」に収録、一部国でシングルとしても発売。のちにアルバムの2007年の1枚組再発盤と2013年の3枚組デラックス・エディションにボーナストラックとして追加収録。